# Ciklički graf
Ciklički graf (cirkularni graf, eng. cycle graph, circular graph; cyclic graph ima više značenja), vrsta grafa u teoriji grafova. Zadani su vrhovi grafa označeni
{\displaystyle V=\{0,1,\ldots ,n-1\}}
Graf je ciklički ako vrijedi da
{\displaystyle \forall v\in V}
vrijedi da je povezan s 
{\displaystyle v-1} i {\displaystyle v+1}